# Cor de Vries
Cor de Vries (* 20. Oktober 1926 in Gouda; † 23. Januar 2010 in Winterswijk) war ein niederländischer Politiker.

## Leben
De Vries begann seine Laufbahn als Bahnhofsvorsteher. Über eine Gewerkschaft wurde er für die Partij van de Arbeid politisch aktiv. Von 1969 bis 1974 war er zum Bürgermeister von Gasselte. Im Jahr 1975 wurde er zum Bürgermeister von Winterswijk, ein Amt, das er bis 1990 innehatte. 
Während seiner Amtszeit als Bürgermeister von Winterswijk engagierte sich de Vries im Rahmen der Euregio für die Zusammenarbeit zwischen den Grenzgemeinden der Niederlande, Deutschlands und Belgiens. Für seine Bemühungen wurde de Vries 1988 anlässlich des zehnjährigen Bestehens des Euregio-Rates von Deutschland mit dem Bundesverdienstkreuz erster Klasse ausgezeichnet.